# Microstylum indutum
Microstylum indutum là một loài ruồi trong họ Asilidae. Microstylum indutum được Rondani miêu tả năm 1875. Loài này phân bố ở miền Ấn Độ - Mã Lai.